# Eleição para o Senado federal pelo Havaí em 2010
A eleição para o senado do estado americano do Havaí em 2010 aconteceu no dia 2 de novembro de 2010, simultaneamente com às eleições para o Senado dos Estados Unidos em outros estados. As eleições primárias foram realizadas em 18 de setembro de 2010. O titular do cargo, e presidente pro tempore é o democrata Daniel Inouye, que concore ao nono mandato. Inouye foi reeleito com mais de 75% dos votos.

## Primária Democrata
| Primária Democrata | Primária Democrata | Primária Democrata | Primária Democrata | Primária Democrata | Primária Democrata |
| Partido            | Candidato          | Votos              | %                  |                    |                    |
| Democrata          | Daniel Inouye      | 188.400            | 88,3%              |                    |                    |
| Democrata          | Andy Woerner       | 25.016             | 11,7%              |                    |                    |
| Total              | Total              | 213.416            | 100%               |                    |                    |
| ------------------ | ------------------ | ------------------ | ------------------ | ------------------ | ------------------ |

## Primária Republicana
| Primária Republicana | Primária Republicana | Primária Republicana | Primária Republicana | Primária Republicana | Primária Republicana |
| Partido              | Candidato            | Votos                | %                    |                      |                      |
| Republicano          | Campbell Cavasso     | 21.865               | 66,7%                |                      |                      |
| Republicano          | John Roco            | 7.190                | 21,9%                |                      |                      |
| Republicano          | Eddie Pirkowski      | 3.744                | 11,4%                |                      |                      |
| Total                | Total                | 32.790               | 100%                 |                      |                      |
| -------------------- | -------------------- | -------------------- | -------------------- | -------------------- | -------------------- |

## Eleição Geral

### Candidatos
- Daniel Inouye
- Campbell Cavasso

### Fundos
| Candidato (Partido)                | Receitas   | Desembolsos | Dinheiro na mão | Dívida   |
| ---------------------------------- | ---------- | ----------- | --------------- | -------- |
| Daniel Inouye (D)                  | $3,503,323 | $3,814,829  | $1,506,305      | $0       |
| Campbell Cavasso (R)               | $252,711   | $238,794    | $14,385         | $126,179 |
| Fonte: Federal Election Commission |            |             |                 |          |

### Resultados
| Eleição para o senado do Havaí em 2010 | Eleição para o senado do Havaí em 2010 | Eleição para o senado do Havaí em 2010 | Eleição para o senado do Havaí em 2010 | Eleição para o senado do Havaí em 2010 | Eleição para o senado do Havaí em 2010 |
| Partido                                | Candidato                              | Votos                                  | %                                      |                                        |                                        |
| Democrata                              | Daniel Inouye                          | 276.928                                | 77,62%                                 |                                        |                                        |
| Republicano                            | Cam Cavasso                            | 79.830                                 | 22,38%                                 |                                        |                                        |
| Total                                  | Total                                  | 356.758                                | 100%                                   |                                        |                                        |
| -------------------------------------- | -------------------------------------- | -------------------------------------- | -------------------------------------- | -------------------------------------- | -------------------------------------- |